# Alida van Daalen
Alida van Daalen (Suriname, 12 aprile 2002) è un'atleta olandese, campionessa europea under 20 e under 23 di lancio del disco..

## Biografia
Alida van Daalen è nata il 12 aprile 2002.  È la figlia dell'atleta olimpica olandese Jacqueline Goormachtigh.
Van Daalen è cresciuta inizialmente in Suriname, ma vive con la vitiligine, la malattia dei pigmenti, che fa sì che la sua pelle mostri macchie bianche e non tollera bene il sole, e la sua famiglia si è trasferita a Rotterdam.
Nel 2022, ha iniziato a frequentare l'Università della Florida e ha iniziato a competere per i Florida Gators. Ha vinto il lancio del peso ai Campionati SEC Indoor e ai Campionati SEC Outdoor e si è classificata quarta ai Campionati NCAA Division 1 Indoor e ai Campionati NCAA Outdoor.

## Carriera
Van Daalen ha gareggiato alle Olimpiadi giovanili del 2018 a Buenos Aires, in Argentina. Ha poi vinto il bronzo nel lancio del peso e l'argento nel disco, ai Campionati Europei U18 di atletica leggera 2018 a Gyor.
Gareggiando ai Campionati europei U20 di atletica leggera del 2021 a Tallinn, in Estonia, ha vinto la medaglia d'argento nel lancio del peso e nelle gare con il discus.
Gareggiando ai Campionati europei di atletica leggera U23 a Espoo, in Finlandia, ha vinto la medaglia d'oro sia nel lancio del peso che nel discus. Ha vinto il lancio del peso con una distanza di vantaggio europea U23 di 18,32 m. È stata selezionata per i Campionati mondiali di atletica leggera 2023 a Budapest nell'agosto 2023.

## Palmarès
| Anno | Manifestazione        | Sede         | Evento           | Risultato | Prestazione | Note |
| ---- | --------------------- | ------------ | ---------------- | --------- | ----------- | ---- |
| 2017 | EYOF                  | Gyor         | Getto del peso   | Oro       | 16,23 m     |      |
| 2017 | EYOF                  | Gyor         | Lancio del disco | Argento   | 48,82 m     |      |
| 2018 | Europei U18           | Gyor         | Getto del peso   | Bronzo    | 17,08 m     |      |
| 2018 | Europei U18           | Gyor         | Lancio del disco | Argento   | 52,93 m     |      |
| 2018 | Olimpiadi giovanili   | Buenos Aires | Lancio del disco | 4ª        | 47,33 m     |      |
| 2019 | Europei U20           | Boras        | Lancio del disco | Oro       | 55,92 m     |      |
| 2021 | Coppa europa di lanci | Spalato      | Lancio del disco | 17ª       | 54,99 m     |      |
| 2021 | Europei U20           | Tallinn      | Getto del peso   | Argento   | 16,56 m     |      |
| 2021 | Europei U20           | Tallinn      | Lancio del disco | Argento   | 55,63 m     |      |
| 2022 | Coppa europa di lanci | Leiria       | Getto del peso   | 5ª        | 15,80 m     |      |
| 2022 | Coppa europa di lanci | Leiria       | Lancio del disco | Argento   | 55,02 m     |      |
| 2022 | Europei               | Monaco       | Lancio del disco | 18ª (q)   | 56,05 m     |      |
| 2023 | Europei U23           | Espoo        | Getto del peso   | Oro       | 18,32 m     |      |
| 2023 | Europei U23           | Espoo        | Lancio del disco | Oro       | 56,77 m     |      |
| 2023 | Mondiali              | Budapest     | Getto del peso   | 19ª (q)   | 17,93 m     |      |
| 2024 | Giochi olimpici       | Parigi       | Getto del peso   | 30ª (q)   | 16,11 m     |      |
| 2024 | Giochi olimpici       | Parigi       | Lancio del disco | 16ª (q)   | 62,19 m     |      |